# دیوید لیندسی موریسون
دیوید لیندسی موریسون (انگلیسی: David Morrison؛ زادهٔ ۲۴ مهٔ ۱۹۵۶) فرد نظامی اهل استرالیا است. وی همچنین برندهٔ جوایزی همچون نشان استرالیا شده‌است.